# The Dumping Ground
The Dumping Ground, un spin-off de Tracy Beaker, est une série dramatique britannique pour enfants. Elle raconte les vies et les expériences des jeunes et de leurs soignants. La série a été commandée début 2012 et diffusée dès 2013 sur CBBC. 
La trame de la série tourne autour de la vie des enfants dans la maison de soins Ashdene Ridge. Chaque épisode suit une ou plusieurs aventures de personnages.